# Помаканты
Помаканты, или рыбы-ангелы (лат. Pomacanthus) — род тропических морских рыб из семейства рыб-ангелов (Pomacanthidae). Общая длина тела составляет от 28 см (ангел-капитан) до 60 см (серая рыба-ангел). Окрашены очень ярко. Ареал рода охватывает тропические воды Индийского, Тихого и западной части Атлантического океана. Обитают на коралловых рифах и в глубоких лагунах. Популярные рыбы в морских аквариумах.

## Классификация
В роде Pomacanthus 13 видов:
- Pomacanthus annularis — Ангел-анулярис[3]
- Pomacanthus arcuatus — Серая рыба-ангел[1], или чёрный помакант[1]
- Pomacanthus asfur — Арабский ангел[3], или асфур[3]
- Pomacanthus chrysurus — Изумрудный ангел[1]
- Pomacanthus imperator — Ангел-император[3], или императорский помакант[1], или императорский ангел[1]
- Pomacanthus maculosus — Желтополосый ангел[3]
- Pomacanthus navarchus — Ангел-капитан[3]
- Pomacanthus paru — Французский ангел[4], или пару[4], или малая рыба-ангел[1], или тёмный помакант[1]
- Pomacanthus rhomboides
- Pomacanthus semicirculatus — Полукруглый ангел[3], или полукруглая рыба-ангел[1], или рябой помакант[1]
- Pomacanthus sexstriatus — Шестиполосый ангел[3]
- Pomacanthus xanthometopon — Желтомасковый ангел[3]
- Pomacanthus zonipectus